# Jacob de Witt
Jacob de Witt, seigneur de Manezee, Melissant et Comstryen (né le 7 février 1589 à Dordrecht et mort le 10 janvier 1674 dans cette même ville) était le fils d'un négociant en bois de charpente et le frère cadet d'Andries de Witt, grand-pensionnaire des Provinces-Unies. Il fut bourgmestre de Dordrecht et est le père de Johan et Cornelis de Witt, deux des plus éminents administrateurs des Provinces-Unies.

## Carrière
Jacob est issu de la maison patricienne des de Witt. Il étudia le droit à l'Université de Leyde. En 1618, il obtint la charge de trésorier du synode de Dordrecht, puis plusieurs autres offices publics, et fut élu six fois bourgmestre. Avec Andries Bicker (nl), il accomplit une ambassade auprès de la cour de Suède.
Parlementaire des États de Hollande, il fut un opposant décidé à la politique militariste et aux prétentions monarchiques du stathouder Guillaume II d'Orange-Nassau : avec d'autres chefs du parti républicain, les frères Cornelis et Andries de Graeff et leur cousins, Cornelis et Andries Bicker, De Witt prit position en faveur de la ratification de la paix de Münster. Au mois de mai 1650, ils proposèrent même de réduire la taille de l'armée, afin de modérer le pouvoir du stathouder Guillaume : c'en était trop pour ce dernier, qui tenta de s'emparer d'Amsterdam. Le 30 juin 1650, il fit arrêter de Witt ainsi que les bourgmestres de Delft, de Hoorn, de Medemblik, de Haarlem et de Dordrecht (tous éminents députés des États de Hollande) : ils furent jetés dans les geôles du Binnenhof à La Haye puis mis au secret au château de Loevestein. Le stathouder ordonna leur relaxe le 17 août, après qu'ils eurent ratifié la cassation de l'arrêt de réduction des contingents de l'armée.
Jacob déménagea à La Haye en 1657, et vit ses fils accéder aux plus hautes charges de la Fédération ; mais après leur lynchage par les Orangistes, le 20 août 1672, il prit la fuite, d'abord au château d'Ilpenstein, et retrouva Dordrecht où il mourut, le 10 janvier 1674.